# A Dustland Fairytale
(A Dustland Fairytale - The Killers)
A Dustland Fairytale è una canzone dei Killers, inclusa nell'album Day & Age, e scritta da tutti e quattro i componenti della band: Brandon Flowers, Dave Keuning, Ronnie Vannucci Jr e Mark Stoermer. È una canzone autobiografica che racconta la storia dell'incontro dei genitori di Brandon Flowers, il cantante della band.
Questa canzone è stata proposta come singolo dalla casa discografica della band solo per il Regno Unito (UK), mentre in Europa i singoli tratti dall'album Day & Age sono stati solo tre: Human, Spaceman e The World We Live In (a differenza degli altri album dai quali ne venivano estratti quattro).
Nonostante in Italia questo brano non sia stato estratto come singolo, è stato trasmesso frequentemente da molte emittenti radio, in particolar modo da quelle rock.
A detta di molti fan questo il ritmo di questo brano ricorda il rock incalzante già proposto in Sam's Town.

## Tracce
UK 7" Picture Disc
1. A Dustland Fairytale – 3:45 (The Killers)
2. Forget About What I Said – 2:57 (The Killers)

UK Digital EP
1. A Dustland Fairytale – 3:45 (The Killers)
2. A Dustland Fairytale - Video – 5:09 (The Killers)

## Videoclip
Il video è stato diretto da Anthony Mandler, che ha anche diretto i video per Tranquilize e When You Were Young, ed è stato distribuito su iTunes USA l'8 giugno 2009.
Il video si apre mostrando un uomo anziano di nome Joe White (interpretato da Cooper Huckabee), con un tatuaggio a forma di sette su un dito, che fuma appoggiato alla sua automobile ricordando la sua giovinezza. Le immagini tornano agli anni cinquanta, quando l'uomo era un ragazzo che sta combattendo contro un membro di una gang rivale. Intervallando le immagini tra presente e passato, viene ripercorsa la giovanile storia d'amore dell'uomo. Seduto nella stanza di motel, l'uomo mostra una lettera di rilascio dal carcere, dando un indizio sull'esisto della lotta tra i due rivali, infatti viene mostrato che il giovane Joe White uccide il suo rivale. Alla fine del video l'uomo si presenta alla porta della donna che ha amato in gioventù.